# Cacova Ierii
Cacova Ierii – wieś w Rumunii, w okręgu Kluż, w gminie Iara. W 2011 roku liczyła 428 mieszkańców.